# Kalixa
Die Kalixa Payments Group Ltd ist ein Finanzunternehmen, das sich auf Zahlungslösungen mit Ende-zu-Ende-Verschlüsselung spezialisiert hat. Kalixa hat Filialen in Österreich, England, USA und Australien sowie Offshoring Center in der Ukraine, Bulgarien und Indien. Die Kalixa Group hat zwei Tochterunternehmen: Kalixa Accept Ltd und PXP Solutions Ltd.

## Geschichte
Das Unternehmen begann 2001 als interne Zahlungsabteilung von bwin.party. Es war damit beauftragt, die Payment-Plattform zu entwickeln und eine reibungslose Zahlungsabwicklung für die Klienten zu garantieren. 2005 wurde damit begonnen, Fremdunternehmen das Service einer technischen Verbindung zu den Acquirern und Payment Providern anzubieten. 2006 wurde das Tochterunternehmen Vincento gegründet, mit der Absicht in den Europäischen Markt für Prepaidkarten einzutreten. Das Service setzte eine eMoney Lizenz voraus, die zu einem späteren Zeitpunkt von Vincento erworben wurde. 2007 wurde mit CQR Payment Solutions ein eigenständiges Unternehmen gegründet, mit dem Ziel als unabhängiger Payment Service Provider im Markt zu agieren.
2008 bekam Vincento die E-Money-Lizenz von der damaligen FSA (heute FCA) in Großbritannien und wurde ein Principal Member von Mastercard. Ein Principal Member darf sowohl Kreditkarten selbst herausgeben als auch als Acquirer tätig sein. Vincento und CQR begannen eine Prepaidkarte mit dazugehörigem eWallet herauszugeben. In diesem Jahr begann CQR auch mit der Zahlungsabwicklung für Kunden außerhalb des Gaming Sektors und wurde zum Principal Member von Visa.
2010 wickelte CQR bereits Transaktionen in einem Gesamtwert von 2 Milliarden Euro mit mehr als 100 Mitarbeitern in London und Wien ab. 2013 wurde das Unternehmen in Kalixa umbenannt und alle Teile des Geschäfts unter dem neuen Namen zusammengeführt. 2014 erwarb Kalixa das Unternehmen PXP Solutions. Mit dieser Akquisition ist das gesamte Verarbeitungsvolumen der Gruppe auf 10 Milliarden Euro gewachsen. 2015 wurde die Kalixa Payment Group Limited gegründet, um eine neue zukunftsorientierte Firmenstruktur zu schaffen, die eine weltweite Tätigkeit als Zahlungsdienstleister ermöglichen soll. Heute sind alle der Gruppe zugehörigen Tochterunternehmen unter der Kalixa Payment Group Ltd angesiedelt.
2016 verabschiedete sich die Kalixa Payment Group Ltd vom Issuing-Geschäft im Bereich Business-to-Consumer und stellte die Kalixa-Pay-Prepaidkarte ein. Der Business-to-Business-Bereich wird noch weitergeführt. Kalixa Accept verarbeitet über 2 Milliarden EUR pro Jahr für Klienten in Industriesegmenten wie Binary Options, Forex, Ticketing, Travelling, Media, Lottery, Education, und eCommerce Retailer.

## Kalixa Accept Ltd
Kalixa Accept Limited, Tochterunternehmen der Kalixa Payments Group Limited, ist sowohl ein Payment Service Provider als auch eine Acquiring Bank, reguliert durch die FCA in Großbritannien mit einem Visa und MasterCard Principle Membership. 

### Kundenstruktur
Der Großteil der Kunden kommt aus den Sektoren Binary Options, Forex, Ticketing, Travelling, Media, Lottery, Education, und eCommerce Retailer.

### Produkte und Dienstleistungen
Das Unternehmen ist auf die Bereiche elektronische Zahlungsabwicklung, Card Acquiring für Visa/MasterCard/Maestro, alternative Zahlungsmethoden, Risk Solutions und Settlement Services spezialisiert. Derzeit werden ca. 200 Zahlungsmethoden, 35 Währungen sowie eine Risk Management Platform mit ca. 100 verschiedenen Risk Checks angeboten. Die Kunden können entscheiden, ob sie eigene Zahlungsseiten verwenden oder den Endkunden an individualisierbare Zahlungsseiten von Kalixa weiterleiten möchten. Möchte der Kunde Settlement Services in Anspruch nehmen, bietet Kalixa an, die Zahlungen von verschiedenen Zahlungsmethoden gesammelt in der gewünschten Währung an den Händler zu überweisen. Auf einer Web-Administrationsoberfläche werden den Kunden verschiedene Reports im Bereich Settlement und Reconciliation zur Verfügung gestellt.

## PXP Solutions Ltd
PXP Solutions Ltd ist ein Tochterunternehmen der Kalixa Payments Group. Das Unternehmen ist ein PCI-Level-1-zertifizierter omni-channel Payment Service Provider.

### Kundenstruktur
Die Kunden kommen hauptsächlich aus den Bereichen Retail und Hospitality. 

### Produkte und Dienstleistungen
ANYpay, die Plattform von PXP, ist in einem Point of sale (POS) oder Property Management System (PMS) integriert und bietet den Kunden einen Mehrwert wie zum Beispiel Dynamic Currency Conversion, Tax Free Shopping und Mobile POS gemeinsam mit konsolidiertem Reporting von allen Sales Channels. PXP bietet eine Vielzahl von Security und Fraud Risk Tools inklusive Cross-Channel-Tokenisierung sowie Point to Point encryption (P2Pe). Diese Lösung wird von vielen Händlern und Hotels in Europa und auch international verwendet und ist vorab zugelassen in 30 Ländern.

## Kalixa Pay
2016 verabschiedete sich die Kalixa Payment Group Ltd vom Issuing-Geschäft im Bereich Business-to-Consumer und stellte die Kalixa-Pay-Prepaidkarte ein. Der Business-to-Business-Bereich wird noch weitergeführt.